# Magnus VI de Noruega
Magnus Håkonsson, conocido como el legislador (en nórdico antiguo, Magnús Hákonarson, Magnús lagabœtir; en noruego, Magnus Lagabøte) (1 de mayo de 1238 - Bergen, 9 de mayo de 1280). Rey de Noruega en el periodo entre 1263 y 1280. Era el hijo menor del rey Haakon IV y de Margarita Skulesdatter.

## Primeros años
A la muerte de su hermano Haakon el Joven, Magnus se convirtió en el heredero del trono noruego, y fue nombrado rey por su padre Haakon IV desde 1257, y a partir de esa fecha hasta la muerte de este, ambos gobernarían conjuntamente.
El 11 de septiembre de 1261 se casó con la princesa Ingeborg de Dinamarca, hija del difunto rey Erico IV. El pleito por la herencia de Ingeborg involucraría a Noruega en una serie de conflictos contra Dinamarca que se prolongarían por décadas. Magnus y su esposa fueron coronados en 1261, y él se encargó del gobierno de Noruega mientras Haakon IV salió en una expedición guerrera contra Escocia por la posesión de las islas británicas, donde encontró la muerte en 1263.

## Reinado

### Política exterior
Magnus terminó con la política de su padre en relación con los dominios noruegos en las islas británicas. Entabló negociaciones de paz con el rey Alejandro III de Escocia. Con el Tratado de Perth de 1266, Magnus abandonó las reivindicaciones noruegas en el Mar de Irlanda (Isla de Man y Hébridas) a cambio de 4.000 marcos y un pago anual de 100 marcos por parte del rey de Escocia, que sin embargo no sería concluido. También a cambio de la cesión territorial, Escocia reconoció la soberanía noruega sobre las islas Órcadas y las Shetland. Las negociaciones de paz con Escocia se debieron en parte a la presión de Inglaterra, país con el que Noruega mantenía un tratado comercial desde 1223, que en 1269, mediante el Tratado de Winchester, tomó la categoría de libre comercio.
Las relaciones políticas con Inglaterra fueron buenas, pero con Escocia tuvieron un carácter más bien frío, ya que el gobierno de este último país dejó de realizar los pagos a los que estaba obligado desde el Tratado de Perth. Sin embargo, Magnus no ejerció presiones sobre Escocia, sino que intentó mejorar las relaciones entre ambos países. El primer paso en esa dirección fue en enlace matrimonial entre su hijo Erico y Margarita de Escocia, la hija de Alejandro III.
Si bien mantuvo una buena política en los asuntos internos del reino y en las relaciones con el occidente, la situación con sus vecinos nórdicos fue más problemática. Magnus luchó por la herencia de su esposa, cuyo padre había sido asesinado en 1250, e iniciaría una serie de conflictos con Dinamarca que durarían varias décadas. En la década de 1270 intentó intervenir en la disputa por el trono de Suecia entre el rey Valdemar Birgersson y los hermanos de este, Magnus Ladulás y Erik Allsintet. Cuando Valdemar fue depuesto por estos últimos, Magnus reunió una flota y se entrevistó con el nuevo rey Magnus Ladulás para buscar un acuerdo entre los hermanos, sin llegar a ningún buen resultado.

### La nueva ley nacional

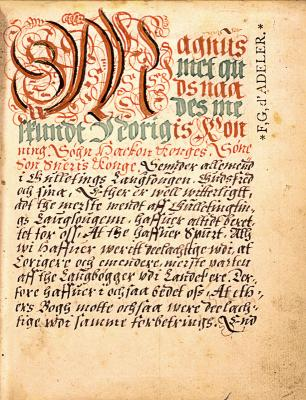
Copia de la ley de Magnus VI. Ejemplar de 1590 aproximadamente. Archivo Real de Noruega.

El sobrenombre de Lagabøte significa literalmente el mejorador de las leyes, debido a que realizó cambios sustanciales en las leyes del reino. En primer lugar, llevó a revisión la vieja ley provincial, y posteriormente trabajó en la elaboración de una nueva ley nacional. Esta nueva ley fue aprobada en los tings en 1274 (ley nacional), en 1276 se le creó un suplemento, la ley municipal, y fue aplicada también en Islandia y las Islas Feroe. La existencia de un código legal para todo el país convirtió a Noruega en un reino vanguardista en ese aspecto en Europa, sólo detrás de Castilla.
La ley del rey Magnus consideró el crimen como un perjuicio al Estado y no sólo al individuo, y por ello era virtud del Estado castigar a los criminales, reduciendo de ese modo las venganzas personales. Se incrementó el poder del rey, convirtiéndolo en el garante de la justicia. La ley municipal, por su lado, concedió libertades a las ciudades, independizándolas del control rural. Una sección específica de la ley nacional establecía la legitimidad en el nacimiento de un descendiente real como requisito indispensable y la primogenitura como prioridad en la sucesión del trono, en concordancia con los acuerdos que el rey Haakon IV había establecido con la Iglesia ante las ambiguas leyes de sucesión que habían reinado en Noruega. En 1273, Magnus le otorgó a Erik, su hijo mayor -entonces con cinco años de edad-, el título de príncipe, y a su hijo menor, Haakon, el título de duque.
Aunque Magnus es considerado por las diferentes fuentes biográficas como un rey piadoso, sus leyes lo involucraron en un conflicto con la Iglesia. El arzobispo de Nidaros, Jon Raude, protestó por la intromisión del monarca en el ámbito eclesiástico mediante la revisión de las leyes de la Iglesia, al tiempo que buscaba mantener la influencia del clero en el Estado. Con el Concordato de Tønsberg de 1277 se reconciliaron las partes: el clero recibió mayores privilegios jurídicos, pero renunció a sus pretensiones de que Noruega era un feudo bajo la autoridad última de la Iglesia Católica.
Las ciudades comerciales del norte de Alemania expresaron su descontento por la ley municipal noruega, que trataba a los comerciantes alemanes a la par de los súbditos noruegos, por lo que el rey decidió otorgarles cierta forma de inmunidad jurídica a partir de 1278.

### Cultura
Magnus VI continuó con la política de su padre de introducir la cultura de las cortes europeas en Noruega. En 1277 reemplazó los antiguos títulos nórdicos de lendmann y skutilsvein por los títulos europeos de barón y caballero (riddar), y al mismo tiempo concedió privilegios adicionales a la nobleza. Magnus es quizás también el primer rey noruego que se nombraba a sí mismo con un número ordinal., en este caso presentándose como Magnus VI.
Inmediatamente después de la muerte de su padre, dio instrucciones al historiador islandés Sturla Þórðarson para escribir su biografía, la Saga de Haakon Håkonsson. En 1278 hizo redactar su propia saga, para lo cual comisionó al mismo Sturla. La Saga de Magnus el legislador es la última de las sagas reales noruegas; desafortunadamente, sólo se ha conservado un pequeño fragmento.
Con la política exterior que Magnus implementó, se construyó por primera vez un aparato diplomático noruego, con misiones en el extranjero, intercambio de cartas y presentes de buena voluntad. La diplomacia llevó la creación de un grupo de prominentes hombres del ramo, entre ellos Loðinn leppur, que sobresalieron por su amplia cultura.
Reformó el leidang tradicional para construir un ejército profesional, y se creó una fuerza de élite que propició el surgimiento de una nueva clase social.

## Muerte y legado
En la primavera de 1280, Magnus cayó enfermo en Bergen, y murió el 9 de mayo. Fue sepultado en la iglesia del monasterio franciscano de esa ciudad, que a partir del siglo XVI sería la Catedral de Bergen.
Algunos historiadores modernos, como Oscar Albert Johnsen, le consideran un rey débil que renunció a las Hébridas y cedió a las demandas de la Iglesia, mientras que otros juzgan como sabias estas políticas, que mantuvieron a Noruega alejada de guerras innecesarias y con poco futuro mientras se conservaba la estabilidad en el país.

## Familia
Casado en 1261 con Ingeborg de Dinamarca, tuvo cuatro hijos varones, de los cuales sólo dos sobrevivirían hasta la edad adulta:
- Olaf (1262-1267).
- Magnus (fallecido en 1264)
- Erico (1268-1299). Rey de Noruega.
- Haakon (1270-1319). Rey de Noruega.